# Antonio Boyer
Antonio Boyer (Sulmona, 24 dicembre 1932 – Roma, 10 novembre 2020) è stato un baritono italiano.

## Biografia
Raggiunse la notorietà negli anni '50 e '60: tra le esibizioni degne di nota Falstaff al Glyndebourne Festival Opera nel 1957 e Hamlet al Teatro dell'Opera di Roma nel 1961.
Dopo il ritiro dalle scene si dedicò all'insegnamento. Era sposato con il soprano e mezzosoprano Mirella Parutto.